# Lipinia surda
Lipinia surda — вид сцинкоподібних ящірок родини сцинкових (Scincidae). Мешкає в Малайзії і Таїланді.

## Поширення і екологія
Lipinia surda мешкають на Малайському півострові та на сусідніх островах Серібуат, а також були зафіксовані на крайньому півдні Таїланду. Вони живуть в мішаних діптерокарпових лісах, трапляються на плантаціях.